# Marcus Ulpius Andromachus
Marcus Ulpius Andromachus (Μ. Οὐλπίῳ Ἀνδρομάχῳ) war ein im 2. Jahrhundert n. Chr. lebender Angehöriger des römischen Ritterstandes (Eques).
Durch eine Inschrift in griechischer Sprache, die in Petra gefunden wurde, ist belegt, dass Andromachus Kommandeur (Praefectus) der Ala II Auriana war (ἐπάρχῳ εἴλης Β Αὐριανῆς). Durch eine zweite Inschrift, die ebenfalls in Petra gefunden wurde, kann eine weitere Station in seiner militärischen Laufbahn rekonstruiert werden. Beide Inschriften wurden durch Decurios der Ala II Ulpia Auriana errichtet, um ihren Kommandeur zu ehren.
In der zweiten Inschrift ist die eine Einheit vollständig erhalten (praef(ecto) alae II Ulp(iae) Aurianae in Cappadocia), während die zweite Einheit rekonstruiert werden kann ([praef(ecto) alae I Silianae c(ivium) R(omanorum)] bis torquatae in Dacia Porolis(sensi)), da es nur eine Ala mit dem Zusatz bis torquata in der Provinz Dacia Porolissensis gab. Andromachus war daher zunächst Kommandeur der Ala II Ulpia Auriana, die in der Provinz Cappadocia stationiert war und danach Kommandeur der Ala I Siliana civium Romanorum bis torquata, die in Dacia Porolissensis stationiert war.
Andromachus stammte aus Petra. Aus der ersten Inschrift geht hervor, dass sein Vater Ulpius Diogenes (Οὐλπίου Διογένους) hieß.

## Datierung
Olli Salomies, Zbigniew Ziema datieren sein Kommando über die Ala Siliana in einen Zeitraum zwischen 123/128 und 164/168.